# Amietophrynus togoensis
Amietophrynus togoensis е вид жаба от семейство Крастави жаби (Bufonidae). Видът е почти застрашен от изчезване.

## Разпространение
Разпространен е в Гана, Гвинея, Кот д'Ивоар, Либерия, Сиера Леоне и Того.

## Описание
Популацията на вида е намаляваща.